# Мегера (фильм)
«Мегера» (англ. Vixen!) — фильм, снятый Рассом Мейером и выпущенный 22 октября 1968 года. В главной роли сыграла Эрика Гэвин, позднее сыгравшая у Мейера в фильме 1970 года За пределами долины кукол. Сценарист Роберт Радельсон, адаптировал историю, написанную Мейером и Энтони Джеймсом Райаном. Мегера стала первым фильмом, получившим рейтинг X за эротические сцены, и стала прорывом для Мейера, заработав 6 млн долларов при бюджете в 90,000.
Съёмки фильма проходили в Миранде, штат Калифорния и заняли четыре с половиной недели
Фильм повествует о сексуальных приключениях нимфоманки Виксен и об её сексуальных манипуляциях над каждым, кого она встречает. В фильме поднимаются табуированные темы, включая лесбиянство, инцест и расизм.

## Сюжет
Том Палмер вместе со своей женой Виксен (с англ. — «Мегера») живёт в лесах Канады, в дикой местности, куда не добраться иначе как на самолёте. Том работает лётчиком и совершает частные перелёты, часто подолгу отсутствуя дома. В это время Виксен изменяет ему со всеми встречными, включая офицера конной полиции. Работник заправки Сэм намекает Тому на неверность жены, но Том отшучивается и говорит что Виксен блюдёт брачный обет.
Однажды, клиентами Тома становится юрист Дэйв Кинг и его жена Дженет, собирающиеся пару дней порыбачить в этих местах. Том селит их в своём доме и в первый же вечер Виксен начинает заигрывать с Дэйвом. Перед сном Дженет пытается заняться с мужем сексом, но тот не проявляет к ней интереса. На следующий день, две пары отправляются в лес на рыбалку. Просидев час без улова, Дэйв начинает нервничать и Виксен под предлогом показа более удачного места для ловли отводит его вдаль. Дженет ревнует, но уже несколько раз изменив мужу в прошлом, не прочь остаться наедине с Томом. Пока Виксен и Дэйв занимаются сексом в реке, Дженет безуспешно пытается соблазнить Тома. Вернувшись домой с небольшим уловом, пойманным Томом, мужчины отправляются на охоту. Дженет в своей комнате напивается бурбоном. К ней заходит Виксен и слегка подвыпив девушки вступают в лесбийскую связь. Это доставляет много удовольствия, не пробовавшей подобное ранее Дженет. На следующее утро чета Кингов уезжает, и Дженет, ранее недолюбливавшая Виксен, просит Тома передать ей привет.
В гости к Дженет заглядывает её брат-байкер Джадд вместе со своим другом Найлсом. Найлс — афроамериканец, сбежавший в Канаду из США из-за нежелания воевать во Вьетнаме. Найлс и Виксен ненавидят друг друга, так как она постоянно высказывает расистские замечания и называет его уклонистом. Джадд же постоянно пытается уговорить Виксен на секс с Найлсом. После очередных нападок со стороны Виксен, Найлс покидает дом и ждёт на улице Джадда, собравшегося принять душ. В душе, к Джадду заходит Виксен и склоняет его к инцесту, подобное происходило когда им было около двенадцати. В постели их застаёт Найлс и Джадд уговаривает его заняться сексом с Виксен, даже против её воли. Ожидая Найлса на улице, Джадд види приближение машины Тома с очередным клиентом, вбегает в дом и забирает друга. Подъехав к дому, Том представляет Джадда и Найлса своему новому клиенту, мистеру О’Бэнниону, собирающемуся заплатить крупную сумму за перелёт в Сан-Франциско. В этот раз Том решает взять Виксен с собой и они отправляются в дом собирать вещи. Поспорив с Найлсом, Джадд уезжает, а Найлс остаётся чинить свой мотоцикл. Наблюдавший ссору О’Бэннион, оставшись наедине с Найлсом, начинает пропагандировать идеи коммунизма и предлагает ему отправиться на Кубу, где нет расизма и все люди равны. Тот сомневается, но в итоге соглашается, больше из-за жажды отомстить Виксен чем из-за вдохновлённости идеями коммунизма.
Подлетая к Канадо-американской границе, О’Бэннион вытаскивает пистолет и приказывает Тому не снижаться для прохода таможни, а лететь прямо на Кубу. Виксен иронически высказывается по поводу идей О’Бэнниона и ещё раз обвиняет Найлса в трусости. После того, как О’Бэннион в гневе назвал Найлса ниггером, тот выбивает пистолет и завязывается драка. Том вырубает О’Бэнниона разводным ключом и подаёт запрос на посадку в ближайшем аэропорту. Найлс поначалу протестует против посадки и направляет пистолет на Тома, но Виксен говорит ему, что хотя она и умеет управлять самолётом, если её муж умрёт, они разобьются вместе. Образумив Найлса, они сажают самолёт и Найлс уходит, пожелав Тому удачи и обменявшись с Виксен улыбками. Авиатехник сообщает Тому про новую пару, решившую порыбачить. Видя их, Виксен улыбается в экран.

## В ролях
| Актёр                   | Роль                   |
| ----------------------- | ---------------------- |
| Эрика Гэвин             | Виксен «Мегера» Палмер |
| Гарт Пиллсберри         | Том Палмер             |
| Харрисон Пейдж          | Найлс                  |
| Джон Эванс              | Джадд                  |
| Винсен Уоллес           | Дженет Кинг            |
| Роберт Эйкен            | Дэйв Кинг              |
| Майкл Донован О’Доннелл | О’Бэннион              |
| Питер Карпентер         | конный полицейский     |
| Джон Фёрлонг            | заправщик Сэм          |
| Джекки Иллмен           | турист                 |

## Цензура
Мегера стала первым фильмом, получившим рейтинг X, введённый Американской ассоциацией кинокомпаний в 1968 году.. Фильм был запрещён к показу на территории штата Огайо. А в Великобритании был урезан с 70 минут, до 47.